# Eliasz (Aude)
Eliasz, imię świeckie Elias Aude (ur. 1941 w Anfa) – libański duchowny prawosławnego Patriarchatu Antiocheńskiego, od 1980 metropolita Bejrutu.

## Życiorys
Święcenia kapłańskie przyjął w 1969. Chirotonię biskupią otrzymał 18 listopada 1979. W 1980 został mianowany metropolitą Bejrutu.